# Huis Schuylenburch
Huis Schuylenburch is een gebouw in barok-stijl uit 1715 aan de Lange Vijverberg in Den Haag, met uitzicht over de Hofvijver. Het behoort tot de Top 100 van de Rijksdienst voor de Monumentenzorg.

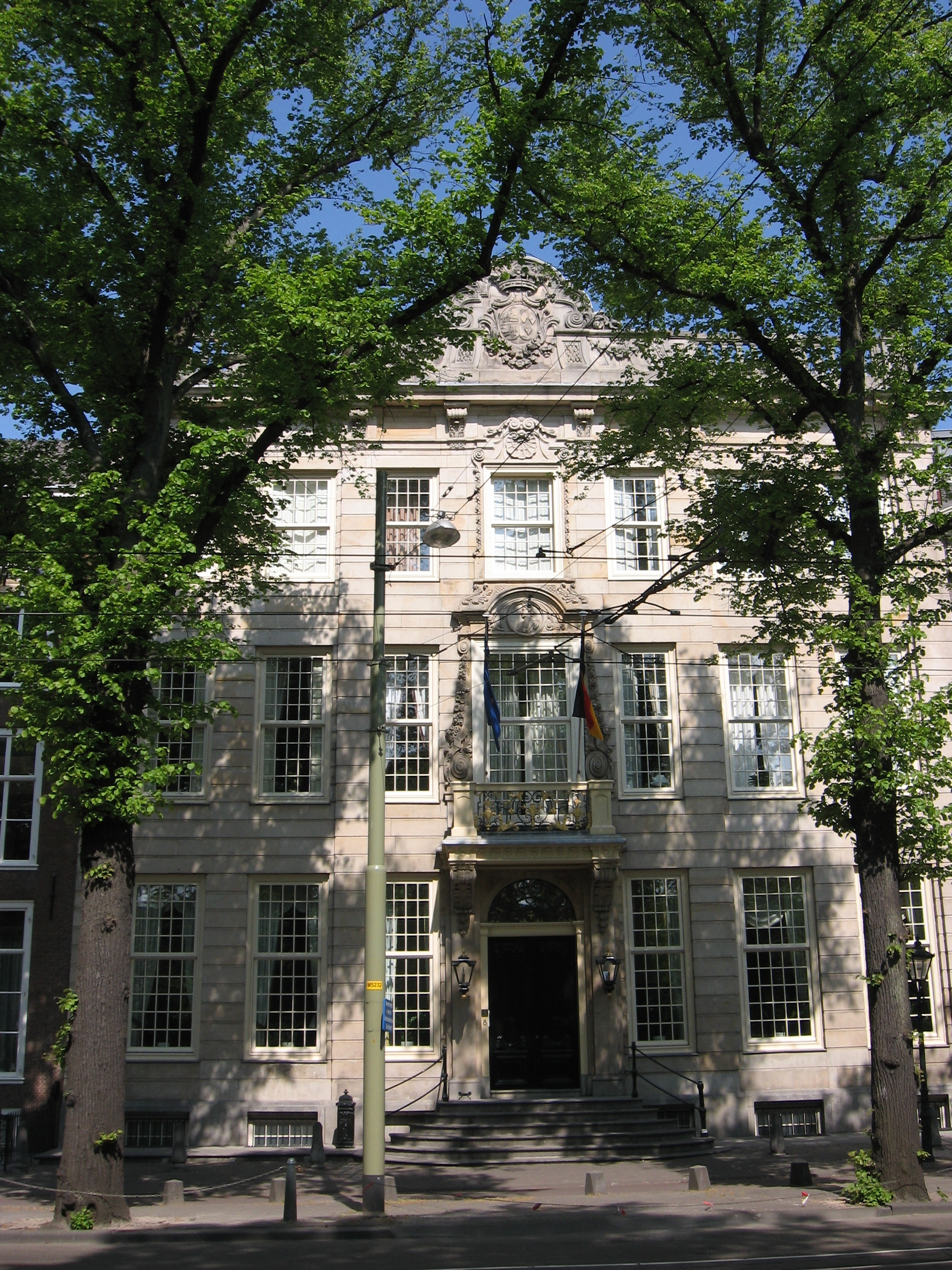
Voorgevel

Het is een ontwerp van Daniël Marot. Met name de top van de gevel is bijzonder. Felix du Sart had de leiding over de bouw van Schuylenburch.
Het huis werd bewoond door Cornelis van Schuylenburch (1683–1763). Zijn broer Johan was zo onder de indruk van dit huis dat hij zijn eigen huis aan de Korte Vijverberg (het huidige Kabinet der Koningin) in 1724 liet verbouwen in de stijl van Daniël Marot.
Het gebouw is sinds 1885 in gebruik als residentie van de Duitse ambassadeur.
- Gemeinsame Normdatei: 4235960-0
- Library of Congress Control Number: nb2007016386
- Rijksmonument: 17733
- Système universitaire de documentation: 106256491
- Virtual International Authority File: 243074677
- WorldCat: E39PBJbMb6G3T6ybp99qXGJJjC